# Zé Bigode
José Jorge Saldanha, também conhecido como Zé Bigode (? - Rio de Janeiro, 4 de abril de 1981) foi um dos fundadores do grupo criminoso conhecido como Comando Vermelho. Em 3 de abril de 1981, envolve-se num grande tiroteio com policiais, que formaram um efetivo de 400 homens contra si, dois mil tiros disparados, um intenso tiroteio que só acabou com a morte de Zé Bigode (que dispunha de grande arsenal), já na manhã do dia seguinte.

## História
Após ter sido guarda patrimonial bancário da empresa Vigban, Saldanha foi demitido em 16 de outubro de 1972 e ingressou no crime pouco tempo depois. Em janeiro de 1973, aos vinte e cinco anos, foi preso pela primeira vez como membro da quadrilha "Bando da Metralha", também chamada de Quadrilha da Bailarina (por ter entre seus integrantes a ex-chacrete Edileuza Chaves), conhecida por assaltar quatro agências bancárias no Rio de Janeiro entre agosto e dezembro de 1972.Ainda em janeiro, seu caso vai para o Superior Tribunal Militar (STM).
Em março, quando encontrava-se detido no presídio Hélio Gomes, Saldanha assassinou a facadas o ex-policial Jorge Carlos dos Santos (Jorge Tarzan), membro da quadrilha de Liéce de Paula (da qual o criminoso Lúcio Flávio Vilar Lírio era um de seus integrantes). Saldanha alegou que Tarzan o ameaçava de tortura. Enquadrado no artigo 27 da Lei de Segurança Nacional de 1969 em julho de 1975, Saldanha foi condenado a doze anos de prisão pelo Conselho Permanente de Justiça da 2ª Auditoria da Marinha do Brasil, sendo transferido para o Presídio de Ilha Grande. Apesar da promulgação da Lei da Anistia em 1979, Saldanha foi um dos trezentos e vinte presos considerados sem direito de libertação pelo STM. Ali, em 1979, integrou-se ao recém criado Comando Vermelho.
Em 1980 Saldanha foi um dos fugitivos de Ilha Grande e retomou ao roubo de bancos. Segundo as autoridades, em 1980 ele participou de doze roubos a banco no Rio de Janeiro, integrando a "quadrilha do paletó". Em 3 de abril de 1981 a polícia do Rio de Janeiro descobriu que Saldanha encontrava-se escondido em um apartamento do antigamente chamado Conjunto dos Bancários, hoje conhecido como Conjunto dos Tijoinho, no Bairro de classe média Praia da Bandeira na Ilha do Governador. Após um cerco de onze horas, envolvendo mais de quatrocentos policiais, Saldanha foi morto no dia 4 de abril de 1981.